# Komplett klassisk Kalvik
Komplett klassisk Kalvik är ett samlingsalbum med Finn Kalvik. Albumet utgavs av skivbolaget DaWorks Music Publishing i samband med Kalviks 60-årsdag 30 april 2007. Samlingsalbumet, en dubbel-CD, består av albumet Klassisk Kalvik från 2002, där Kalvik uppträder tillsammans med Praha Filharmoniska Orkester på disc 1 och Klassisk Kalvik II från 2005 på disc 2 där Kristiansand Symfoniorkester spelar. Disc 1 innehåller dessutom 4 bonusspår, spår 17 – 20. Albumet var endast till salu en kort period.

## Låtlista
Disc 1
1. "Natt og dag" (Finn Kalvik) – 3:46
2. "Bokseren" ("The Boxer" – Paul Simon/Finn Kalvik) 4:26
3. "Ride Ranke" ("Cat's in the Cradle" – Harry Chapin/Finn Kalvik) – 3:43
4. "En tur rundt i byen" ("Streets of London" – Ralph McTell/Finn Kalvik) – 5:02
5. "To tunger" (Inger Hagerup/Finn Kalvik) – 2:29
6. "Kom ut kom fram" (Finn Kalvik) – 3:35
7. "På flukt" (Finn Kalvik) – 4:01
8. "Elva" ("The River" – John Martyn/Finn Kalvik) – 2:37
9. "Mang en søvnløs natt" (Finn Kalvik) – 2:25
10. "Aldri i livet" (Finn Kalvik) – 3:30
11. "Sangen til deg" ("Your Song" – Bernie Taupin/Elton John/Finn Kalvik) – 3:23
12. "Livets lyse side" (Finn Kalvik) – 3:38
13. "Ved peisen" (J.R.R. Tolkien/Finn Kalvik) – 3:45
14. "Finne meg sjæl" (Finn Kalvik) – 2:31
15. "Lilla vackra Anna" (Bengt Henrik Alstermark/Alf Prøysen) – 3:23
16. "Fredløs" ("The Highwayman" – Finn Kalvik/Jimmy Webb) – 4:11
17. "Imellom to evigheter" (Finn Kalvik) – 3:46
18. "Mørket faller som regn" (Finn Kalvik/Tomas Siqveland) – 4:04
19. "Tusen og en natt" (Finn Kalvik/Inger Hagerup) – 4:10
20. "Den ene dagen" (Finn Kalvik) – 3:11

Disc 2
1. "Normann Andersen" (Finn Kalvik) – 3:52
2. "Alle som blir igjen" ("Song for Guy" – Elton John/Finn Kalvik) – 4:18
3. "Trøstevise" (Finn Kalvik/Benny Andersson) – 4:16
4. "Livet og leken" (Finn Kalvik) – 3:49
5. "Aldri i livet" (Finn Kalvik) – 3:47
6. "Sommerøya" (Inger Hagerup/Finn Kalvik) – 3:07
7. "Samfunnshus blues" (Finn Kalvik) – 3:17
8. "Velkommen – farvel" (Finn Kalvik/Ted Gärdestad/Erik Fosnes Hansen) – 4:01
9. I jomfruens tegn" (Finn Kalvik/Ted Gärdestad) – 2:49
10. "Å være barn en sommerdag" (André Bjerke/Finn Kalvik) – 3:02
11. "Min elskede kom hjem i går" (Inger Hagerup/Finn Kalvik) – 2:06
12. "Måken (André Bjerke/Finn Kalvik) – 2:31
13. "Trøstevise" (Finn Kalvik/Benny Andersson) – 4:16

- Låtskrivare inom parentes.